# Benjamin Uphoff
Benjamin Uphoff (Burghausen, 1993. augusztus 8. –) német labdarúgó, a Karlsruher játékosa.

## Pályafutása
Pályafutását ifjúsági szinten 5 évesen kezdte a Wacker Burghausen csapatában, ahol egészen 2011-ig szerepelt. Ezek után az 1. FC Nürnberg csapatába került, ahol profi szerződést kötött a klubbal. Itt Raphael Schäferrel és Patrick Rakovskyval kellett megküzdenie a kapuba kerülését, de ez nem sikerült neki, ezért a klub harmadik kapusa lett és a tartalék csapatba került. A 2013-14-es szezonban hivatalosan is az első csapat harmadik kapusa lett. 2014. augusztus 26-án kölcsönbe került a VfB Stuttgart II csapatához. 2017 nyarán a Karlsruher játékosa lett.